# V-League 2018/19 (Südkorea)
Die V-League 2018/19 war die 15. Spielzeit der Profi-Volleyballliga Südkoreas gewesen. Die Saison begann am 13. Oktober 2018 und endete am 26. März 2019 mit dem Meisterschaftsfinale. Titelverteidiger ist Incheon Korean Air Jumbos.

## Teilnehmende Mannschaften
| Verein                             | Ort       | Halle                | Kapazität | Trainer          |
| ---------------------------------- | --------- | -------------------- | --------- | ---------------- |
| Ansan OK Savings Bank Rush & Cash  | Ansan     | Sangnoksu-Arena      | 2.700     | Kim Se-jin       |
| Cheonan Hyundai Capital Skywalkers | Cheonan   | Yu-Kwan-sun-Arena    | 5.482     | Choi Tae-ung     |
| Daejeon Samsung Fire Bluefangs     | Daejeon   | Chungmu-Arena        | 4.475     | Shin Jin-shik    |
| Uijeongbu KB Insurance Stars       | Uijeongbu | Uijeongbu-Sporthalle | 4.600     | Kwon Sun-chan    |
| Incheon Korean Air Jumbos          | Incheon   | Gyeyang-Arena        | 4.270     | Park Ki-won      |
| Seoul Woori Card Wibee             | Seoul     | Jangchung-Sporthalle | 4.618     | Shin Yeong-cheol |
| Suwon KEPCO Vixtorm                | Suwon     | Suwon-Arena          | 4.317     | Kim Cheol-su     |

## Hauptrunde
Die Männer-V-League setzt sich in der Saison 2018/19 aus sieben Mannschaften zusammen, die zunächst in drei Hin- und drei Rückrunden gegeneinander antreten.

### Tabelle
In der V-League gilt für den Spielbetrieb folgende Punkteregel: Für einen 3:0- oder einen 3:1-Sieg gibt es drei Punkte, für einen 3:2-Sieg zwei Punkte, für eine 2:3-Niederlage einen Punkt und für eine 1:3- oder 0:3-Niederlage keinen Punkt. Bei Punktgleichheit entscheidet zunächst die Anzahl der gewonnenen Spiele, dann der Satzquotient (Divisionsverfahren) und schließlich der Ballpunktquotient (Divisionsverfahren).
|    | Verein                             | Anz. Spiele | Punkte | Gew. Spiele | Verl. Spiele | Sätze  | Bälle     |
| -- | ---------------------------------- | ----------- | ------ | ----------- | ------------ | ------ | --------- |
| 1. | Incheon Korean Air Jumbos (M)      | 36          | 75     | 25          | 11           | 92:58  | 3405:3170 |
| 2. | Cheonan Hyundai Capital Skywalkers | 36          | 70     | 25          | 11           | 85:55  | 3247:3050 |
| 3. | Seoul Woori Card Wibee             | 36          | 64     | 20          | 16           | 77:62  | 3122:3056 |
| 4. | Daejeon Samsung Fire Bluefangs (P) | 36          | 55     | 19          | 17           | 73:68  | 3206:3189 |
| 5. | Ansan OK Savings Bank Rush & Cash  | 36          | 51     | 17          | 19           | 65:72  | 3064:3080 |
| 6. | Uijeongbu KB Insurance Stars       | 36          | 46     | 16          | 20           | 64:80  | 3282:3402 |
| 7. | Suwon KEPCO Vixtorm                | 36          | 19     | 4           | 32           | 40:101 | 2917:3298 |

|     | Meisterschafts-Finalteilnehmer     |
|     | Meisterschafts-Halbfinalteilnehmer |
| (M) | Südkoreanischer Meister 2017/18    |
| (P) | KOVO-Pokal-Sieger 2018             |

## Meisterschaftsrunde
In der Meisterschaftsrunde traten die besten drei Mannschaften der Hauptrunde gegeneinander um die Meisterschaft an.

### Halbfinale
| Datum             | Team 1                             | Team 2                 | Ergebnis       |
| ----------------- | ---------------------------------- | ---------------------- | -------------- |
| 16./18. März 2019 | Cheonan Hyundai Capital Skywalkers | Seoul Woori Card Wibee | 2:0 (3:2, 3:0) |

### Finale
| Datum                 | Team 1                    | Team 2                             | Ergebnis            |
| --------------------- | ------------------------- | ---------------------------------- | ------------------- |
| 22./24./26. März 2019 | Incheon Korean Air Jumbos | Cheonan Hyundai Capital Skywalkers | 3:0 (3:2, 3:2, 3:1) |

## Statistik

### Zuschauertabelle
| Platz  | Mannschaft                         | Heimspiele | Zuschauer | pro Spiel |
| ------ | ---------------------------------- | ---------- | --------- | --------- |
| 01.    | Seoul Woori Card Wibee             | 18         | 60.019    | 3.334     |
| 02.    | Cheonan Hyundai Capital Skywalkers | 18         | 59.896    | 3.328     |
| 03.    | Uijeongbu KB Insurance Stars       | 18         | 44.653    | 2.481     |
| 04.    | Daejeon Samsung Fire Bluefangs     | 18         | 42.589    | 2.366     |
| 05.    | Ansan OK Savings Bank Rush & Cash  | 18         | 35.841    | 1.991     |
| 06.    | Incheon Korean Air Jumbos          | 18         | 34.871    | 1.937     |
| 07.    | Suwon KEPCO Vixtorm                | 18         | 31.997    | 1.778     |
| Gesamt | Gesamt                             | 1260       | 309.8660  | 02.459    |